# Anne Richter (Schriftstellerin, 1973)
Anne Richter (* 1973 in Jena) ist eine deutsche Schriftstellerin.

## Leben und Werk
Anne Richter ist die Tochter eines Mathematikers und einer Lehrerin und wuchs in Jena auf. Nach dem Abitur und einem Auslandsjahr in Marseille studierte sie Romanistik und Anglistik in Jena, Oxford und Bologna und schloss ihr Studium mit einer Magisterarbeit über das französische Werk von Benjamin Fondane ab.
Sie ist Verfasserin von Romanen, Erzählungen, Gedichten und Essays. 2011 nahm sie mit der Erzählung Geschwister am Ingeborg-Bachmann-Wettbewerb in Klagenfurt teil. 2012 erschien ihr Debütband Kämpfen wie Männer in der von Wulf Kirsten begründeten Edition Muschelkalk des Wartburg Verlags Weimar.
Die Romane Richters thematisieren häufig die Fragilität von Lebensentwürfen, insbesondere in Umbruchzeiten. Historischer Anknüpfungspunkt sind zunächst die Jahre um 1989, in Sendezeit dann die Gründungsphase der DDR. Für die Protagonisten bleibt das utopische Potenzial des jeweiligen Neuanfangs jedoch unausgeschöpft, wenn auch in unterschiedlichem Grad und aus abweichenden Gründen.
Mit den Biographien einzelner Figuren verknüpfte, teils filmisch-suggestive Rückblenden und Ausblicke (etwa nach Süd- und Südosteuropa, aber auch nach Nordafrika und Mexiko) stellen dies in einen umfassenderen historischen und geographischen Kontext. Zugleich werfen sie die Frage nach der Unausweichlichkeit des persönlichen und kollektiven Scheiterns sowie nach denkbaren Alternativen auf.
Richters Kurzprosa bringt psychologische Detailstudien über die Möglichkeit und Unmöglichkeit von Verständnis und Nähe zwischen Geliebten, Verwandten oder Freunden,
vereinzelt auch Versuchsanordnungen zu Generationenkonflikten oder zu den Wegen und Umwegen der Erinnerung. So gerät die Protagonistin der doppelbödigen Erzählung Der Besuch (2024) beinahe wider Willen in einen ehemaligen, mit verschiedenen DDR-Relikten ausgestatteten Wasserturm, der samt seinem schattenhaften Besitzer wie eine unauflösliche Chiffre erscheint.
Die Lyrik Richters bezieht ihre Spannung oft aus dem Gegensatz zwischen der Setzung eines konkreten, scheinbar oder tatsächlich aus Alltags- oder Reisebeobachtungen gewonnenen Motivs und dessen unmerklicher Überhöhung ins Symbolische. Narrative Strukturen stehen dabei neben epigrammatischer Verdichtung oder liedhaften Formen. Die Sprache der Texte weist die Lyrik der Autorin als traditionsbewusst, aber nicht traditionsverhaftet aus.
Anne Richter lebt in Heidelberg und ist Mitglied im Vorstand des Verbandes deutscher Schriftstellerinnen und Schriftsteller (VS) Baden-Württemberg.
Sie ist eine Großcousine des Dramatikers Peter Hacks.

## Publikationen

### Einzelveröffentlichungen
- Sendezeit. Roman. Hamburg, Osburg Verlag 2024, ISBN 978-3-95510-344-6.
- Unvollkommenheit. Roman. Hamburg, Osburg Verlag 2019, ISBN 978-3-95510-197-8.
- Fremde Zeichen. Roman. Hamburg, Osburg Verlag 2013, ISBN 978-3-95510-021-6.
  - Übersetzung ins Englische: Distant Signs. A Novel. Ins Englische übertragen von Douglas Irving. London, Neem Tree Press 2019, ISBN 978-1-91110-709-5.
- Kämpfen wie Männer. Erzählungen. Weimar, Edition Muschelkalk im Wartburg Verlag 2012, ISBN 978-3-86160-337-5.

### Beiträge in Literaturzeitschriften und Anthologien (Auswahl)
- Der Besuch; Memoria, in: Die Sonne an Land, Heidelberg, Lothar Seidler Verlag 2024.
- Paradijs in wording (Paradieswerdung), ins Niederländische von Jantsje Post und Willem Adema, in: Uitgesteld geluk, Leeuwarden, Afûk 2023.
- Paradys op kommendewei (Paradieswerdung), ins Friesische von Jantsje Post und Willem Adema, in: Utsteld gelok, Leeuwarden, Afûk 2023.
- Heute ist der Tag / der auf dem Rücken liegt - Neue Lyrik aus Prag, Übersetzungen, in: poetin nr. 26, Leipzig 2019.
- Rohrbach ohne Schuster, in: Dynamik der Wissensstadt: Projekte, Prozesse. IBA LOGbuch No 2, Zürich, Park Books 2019.
- Expedice Poezie - Expedition Poesie, E-Book, Prag 2019.
- Marmor und Moos, Reihe erLesen, herausgegeben von der Kunststiftung Baden-Württemberg, Stuttgart 2014.
- Himmel und Hölle, in: Am Erker Nr. 67, Münster 2014.
- Schlafen im Schnee, in: Sprache im technischen Zeitalter Nr. 193, herausgegeben von Norbert Miller und Joachim Sartorius, Köln 2010.
- Singende Soldaten, in: Federlesen Nr. 4, herausgegeben von Michel Mettler und Peter Weber für das Herrenhaus Edenkoben und die Jürgen-Ponto-Stiftung, 2008.
- Warten auf Friedrich, in: Förderband 6 – Wahrnehmung, herausgegeben vom Förderkreis deutscher Schriftsteller in Baden-Württemberg, Norderstedt, BoD 2007.
- Kämpfen wie Männer, in: neue deutsche literatur Heft 555, Berlin 2004.

## Auszeichnungen (Auswahl)
- 2024 Literaturfestival „Bring Your Own Utopia“ Tartu (gemeinsam mit Argo Vals)[11]
- 2021 Projektstipendium des Ministeriums für Wissenschaft, Forschung und Kunst Baden-Württemberg
- 2011 Nominierung für den Ingeborg-Bachmann-Preis
- 2006 Arbeitsstipendium des Förderkreises deutscher Schriftsteller in Baden-Württemberg e.V.
- 2005 Arbeitsstipendium des Thüringer Ministeriums für Wissenschaft, Bildung und Kultur
- 2004 1. Preis beim Literaturwettbewerb des Verlags „Schwartzkopff Buchwerke“ für die Erzählung „Kämpfen wie Männer“